# Afrogamasellus franzi
Afrogamasellus franzi är en spindeldjursart som först beskrevs av Ryke och Loots 1966.  Afrogamasellus franzi ingår i släktet Afrogamasellus och familjen Rhodacaridae. Inga underarter finns listade i Catalogue of Life.